# Curt Sachs
Curt Sachs (Berlín, 29 de junio de 1881 - Nueva York, 5 de febrero de 1959) fue un musicólogo y profesor alemán considerado el fundador de la organología moderna ush.

## Biografía
En su juventud recibió clases de piano y composición. Posteriormente estudió historia de la música en la Universidad de Berlín. Escribió su tesis doctoral sobre historia del arte (1904) el 5 de febrero. Falleció en 1959  Tras algunos años en los que ejerció de crítico artístico e historiador, fue nombrado director de la colección de instrumentos musicales antiguos  de la Escuela Superior de Música de Berlín en diciembre de 1919, donde sustituyó a Oskar Fleischers. Se esforzó intensamente en que la extensa colección fuera accesible al público y a la ciencia hasta que falleció el 5 de febrero de 1959.
. 
En 1913 Sachs trabajó en la Enciclopedia de instrumentos musicales. Su publicación en 1914 junto a Erich von Hornbostel, en el Zeitschrift für Ethnologie (periódico de etnología) dio a conocer un novedoso sistema de clasificación de los instrumentos musicales, hoy conocido como clasificación Hornbostel-Sachs, que ha sido ampliado a lo largo de los años.
Por ser judío, Sachs fue suspendido en 1933 de su cargo estatal por los nacionalsocialistas, al amparo de la ley general de funcionarios. Se vio obligado a exiliarse a París y más tarde llegó a Estados Unidos, y se estableció en Nueva York. Sachs fue docente en la Universidad de Nueva York entre 1937 y 1953. Además trabajó en la biblioteca pública. En 1956 le fue concedido el título de doctor honoris causa en la Universidad Libre de Berlín. El auditorio del Museo de Organología de Berlín lleva su nombre.
Kurt Sachs escribió libros acerca de ritmo, de la danza y de los instrumentos musicales. Su libro La historia de los instrumentos" es uno de los más significativos en este ámbito. Falleció el 5 de febrero de 1959 en Nueva York.
Desde 1983, la American Musical Instrument Society concede el Premio Kurt Sachs.